# Colorado (Xandra)
Colorado is een single van Xandra. Het betekende een nieuwe start voor Sandra Reemer. Xandra was haar roepnaam, maar hier was het een groepsnaam. De band Xandra was geen lang leven beschoren. Reemer ging daarna verder als achtergrondzangeres en presentatrice.
Reemer deed voor de vierde keer meer aan het Nationaal Songfestival. Tijdens de versie van 1979 was zij de enige artieste, die een vijftal liedjes aan de jury mocht voorleggen. Uit die vijf kwam Colorado als winnaar tevoorschijn. Het lied is geschreven door Ferdi Bolland en Rob Bolland (Bolland & Bolland), in een arrangement van Piet Souer en begeleid door een orkest onder leiding van Harry van Hoof. Gerard Cox verzorgde de (Nederlandse) tekst. Alhoewel ze “slechts” twaalfde werd op het Eurovisiesongfestival 1979 in een veld van negentien, scoorde de single redelijk in de diverse landen, met name in Scandinavië. Milk and Honey uit Israël won het songfestival met Hallelujah. Colorado werd in meerdere talen ingezongen. In 1979 verscheen een Noorse versie op het album Grand Prix på Norsk (Noorse versies van songfestivalliedjes).
Xandra bestond uit:
- Sandra Reemer – zang
- Ferdy Lancee, Mac Sell – gitaar, achtergrondzang
- Okkie Huijsdens - toetsinstrumenten, achtergrondzang
- Paul Vink – toetsinstrumenten, achtergrondzang (uit onder andere Finch en Livin' Blues)
- Ton op 't Hof – slagwerk, achtergrondzang (uit Limousine en band van Margriet Eshuijs)

De B-kant van de Nederlandse persing bestond uit Intercity, ook een inzending voor het Nationaal Songfestival.

## Hitnotering

### Nederlandse Top 40
| Positie: | 39 | 37 | uit |

### NederlandseNationale Hitparade
| Positie: | 43 | 47 | uit |

Sandra Reemer

Al di là · Stille nacht, heilige nacht · 'k Zweef aan m'n ballonnetje · Gloria, gloria · Sluimer zacht · Singapura · Hoe leit dit kindeke · Mijn gitaar · Kopi susu · Als jij maar wacht · Een bos rozen · Heimwee · Mijn concert · Teddy song · Jij vergeet · Since you have gone · (I've got) A love like a rainbow · Simon Zealotes · Love me, honey · The party's over · Trust in me · This is your heartbeat · How little we know · Colorado · Nothing's gonna change · It hurts to be in love · America here I come · Indonesia · Get it on · Rien ne va plus · Fly like an angel · Gold · All out of love · Sleep with me tonight · Laughter in the rain · Goodnight, sweetheart, goodnight · Smoke gets in your eyes · La colegiala · For your love · He was the one · Love is cruel · Domenica · The last goodbye · Mensen zoals jij · Kom naar me toe · Alles wat ik wil · Een boom voor het leven · De mooiste droom is vogelvrij
Sandra en Andres

Storybook children · Somethin' in my heart · For the first time in my life · Reach for the moon · Let us pray together · Love is all around · Those words · Que je t'aime · Mary Madonna · Als het om de liefde gaat · Mama mia · Auntie · Aime-moi · Dzjing boem! · True love · You believed · Oh, nous sommes très amoureux
Dutch Divas

Work that body · From New York to L.A.
1956: De vogels van Holland / Voorgoed voorbij · 1957: Net als toen · 1958: Heel de wereld · 1959: 'n Beetje · 1960: Wat een geluk · 1961: Wat een dag · 1962: Katinka · 1963: Een speeldoos · 1964: Jij bent mijn leven · 1965: 't Is genoeg · 1966: Fernando en Filippo · 1967: Ring-dinge-ding · 1968: Morgen · 1969: De troubadour · 1970: Waterman · 1971: Tijd · 1972: Als het om de liefde gaat · 1973: De oude muzikant · 1974: Ik zie een ster · 1975: Ding-a-dong · 1976: The party's over · 1977: De mallemolen · 1978: 't Is O.K. · 1979: Colorado · 1980: Amsterdam · 1981: Het is een wonder · 1982: Jij en ik · 1983: Sing me a song · 1984: Ik hou van jou · 1986: Alles heeft ritme · 1987: Rechtop in de wind · 1988: Shangri-la · 1989: Blijf zoals je bent · 1990: Ik wil alles met je delen · 1992: Wijs me de weg · 1993: Vrede · 1994: Waar is de zon · 1996: De eerste keer · 1997: Niemand heeft nog tijd · 1998: Hemel en aarde · 1999: One good reason · 2000: No goodbyes · 2001: Out on my own · 2003: One more night · 2004: Without you · 2005: My impossible dream · 2006: Amambanda · 2007: On top of the world · 2008: Your heart belongs to me · 2009: Shine · 2010: Ik ben verliefd (sha-la-lie) · 2011: Never alone · 2012: You and me · 2013: Birds · 2014: Calm after the storm · 2015: Walk along · 2016: Slow down · 2017: Lights and shadows · 2018: Outlaw in 'em · 2019: Arcade · 2020: Grow · 2021: Birth of a new age · 2022: De diepte · 2023: Burning daylight · 2024: Europapa